# Liturgische liederen
Valentin Silvestrov voltooide zijn Liturgische liederen in 2006.
Silvestrov maakte ooit deel van de componisten die tijdens het Sovjet-Unietijdperk tegen de stroom in roeide met avant-gardemuziek. Gedurende de latere jaren draaide zijn muziekstijl juist de andere kant op en werd uiterst traditioneel. In beide gevallen bleef hij op zichzelf staan binnen de klassieke muziek van de 20e eeuw. De Liturgische liederen zijn duidelijk een werk, dat thuishoort in de categorie traditionele muziek en dan wel die muziek die thuis hoort binnen de Russisch-orthodoxe Kerk. Het zijn echter niet zomaar kerkgezangen, want de stijl waarin Silvestrov componeert is toch eigen. Hij laat in zijn muziek de boventonen benadrukken, hetgeen een zuiverende werking heeft/zou hebben. Silvestrov hanteert zijn motto "Ik moet muziek schrijven, die ik mooi vind, niet wat anderen mooi vinden of wat de tijden van mij verlangen". Met Liturgische liederen voerde hij als Oekraïner uit, wat hij mooi vindt en vindt dat gezongen moet worden.
Met deze terugkeer naar traditionele muziek schaarde hij zich in dezelfde categorie als bijvoorbeeld Arvo Pärt en Gia Kantsjeli, die ook binnen de avant-garde begonnen, maar op latere leeftijd de godsdienst en de bijbehorende muziek herontdekten.
Liturgische liederen is geschreven voor a capellakoor en zeer waarschijnlijk geschreven voor het Kiev Kamerkoor, want Silvestrov is eigenlijk zijn hele leven Oekraïne niet uitgeweest.

## Delen
1. Litanie
2. Vier geestelijke liederen: Kerstlied
3. Vier geestelijke liederen: Dithyrambisch lied
4. Vier geestelijke liederen: Zalig lied
5. Vier geestelijke liederen: Hallelujah
6. Zegen de Heer, o mijn geest
7. O Heilige Heer
8. De geloofsbelijdenis
9. Gloria
10. Zalige hymne
11. De acht zaligheden
12. Ave Maria

## Discografie
- Uitgave ECM Records : Kamerkoor van Kiev o.l.v. Mykola Hobdych in een opname van 2006/2007